# Manuel Beauchef
Manuel Beauchef Manso de Velasco (Santiago, 1824-ibíd., 9 de abril de 1888) fue un político chileno.

## Familia
Fue uno de los cinco hijos del coronel francés Jorge Beauchef y de la chilena Teresa Manso de Velasco Rojas. Uno de sus hermanos fue Jorge Beauchef Manso de Velasco, quien fue diputado propietario. Se casó con Matilde Rivera Serrano, con quien no tuvo descendencia.
Heredó el Mayorazgo de Rojas, recibido de su madre, sobre la extensa hacienda de Polpaico, la cual una vez desvinculada, heredó parcialmente su viuda. El resto de la propiedad se repartió entre sus sobrinos Beauchef Nissen, en particular, Jorge Beauchef Nissen, como titular del Mayorazgo fundado en el siglo XVIII, por José Antonio de Rojas.

## Carrera política
En 1861 fue elegido diputado suplente por Rere, período 1861-1864; juró el 19 de julio de 1862, en reemplazo del diputado propietario Carlos Risopatrón Escudero. Fue diputado reemplazante en la Comisión Permanente de Guerra y Marina.
Posteriormente fue elegido diputado propietario, por Nacimiento y Arauco, período 1864-1867; continuó en la Comisión Permanente de Guerra y Marina.
Electo diputado propietario por Santiago, período 1867-1870; integró la Comisión Permanente de Elecciones y Calificadora de Peticiones; y fue diputado reemplazante en la Comisión Permanente de Guerra y Marina. Fue miembro de una comisión nominada por decreto del presidente José Joaquín Pérez, para formular un reglamento en que se determine la manera más adecuada para hacer dos exposiciones públicas que tendrán lugar: una en septiembre, para animales y otra en enero de 1869 para toda clase de maquinarias y útiles de labranza, designando los premios que puedan otorgarse.
Fue elegido séptimo senador suplente, período 1870-1879; se incorporó el 13 de junio de 1870. Integró la Comisión Permanente de Guerra y Marina; y la de Negocios Eclesiásticos. Participó en el Congreso Constituyente de 1870, cuyo objetivo fue reformas a la Constitución de 1833. El período concluyó en 1876, en virtud de lo dispuesto en el artículo 1° transitorio de la reforma constitucional de 24 de octubre de 1874.
Más tarde fue elegido senador propietario por la provincia de Cautín, recién creada por ley del 12 de marzo de 1887, para el período 1888-1894. Sin embargo, falleció a comienzos de 1888 y no alcanzó a incorporarse al Senado.